# 오건에코텍
주식회사 오건에코텍(영어: Organ Eco Tech)은 대한민국의 의료기기 기업으로, 정형외과와 신경외과에서 주로 사용되는 척추 임플란트, 척추 수술용 기구를 제조, 판매한다.